# Ernst Haspinger
Ernst Haspinger (* 2. Juli 1955 in Welsberg-Taisten) ist ein früherer italienischer Rennrodler aus Südtirol.
Ernst Haspinger gewann 1980, 1981 und 1983 dreimal in Folge den Gesamtweltcup der Rennrodler. 1983 konnte er den dritten Gesamtrang erreichen. Bei den Weltmeisterschaften 1981 in Hammarstrand gewann er hinter Sergei Danilin und Michael Walter die Bronzemedaille. Auch bei den Europameisterschaften konnte er die Bronzemedaille – dreimal in Folge (1980, 1982, 1984) – gewinnen.

## Erfolge

### Weltcupsiege
Einsitzer
| Nr. | Datum         | Ort               | Bahn                                  |
| --- | ------------- | ----------------- | ------------------------------------- |
| 1.  | 4. März 1979  | Winterberg        | Bobbahn Winterberg                    |
| 2.  | 7. Dez. 1979  | Innsbruck         | Olympia Eiskanal Igls                 |
| 3.  | 9. März 1980  | Königssee         | Kombinierte Kunsteisbahn am Königssee |
| 4.  | 14. Dez. 1980 | Innsbruck         | Kunsteisbahn Bob-Rodel Igls           |
| 5.  | 18. Jan. 1981 | Olang             | Bobbahn Olang                         |
| 6.  | 7. Feb. 1982  | Tatranská Lomnica | Bobbahn Tatranská Lomnica             |
| 7.  | 16. Jan. 1983 | Imst              | Rodelbahn Imst                        |